# 2015年阿克苏煤矿袭击
9·18新疆拜城煤矿暴恐事件，又称“2015年阿克苏煤矿袭击”，是2015年9月18日，發生於新疆阿克苏地区煤矿的一起武裝袭击事件。一群武裝分離主義份子袭击了煤矿工人和保安人员，造成至少16人死亡，50人受伤。当地警察赶到现场时，袭击者使用裝滿煤炭的卡車撞向警察的车辆，然后逃入山区。这次袭击的大多数受害者是汉族。

## 背景
据报道，中国正在庆祝新疆建立自治区60周年。在庆祝活动期间，中国人民政治协商会议主席俞正声发表声明，主张该地区的军队应该在打击分裂主义、恐怖主义和极端主义方面发挥更大的作用。新疆维吾尔族成员近年来偶尔发生袭击事件。中国政府经常归咎于外国支持的伊斯兰恐怖主义势力，而维吾尔族和人权活动人士声称，新疆的镇压政策将维吾尔人推向暴力。

## 攻击
对煤矿的袭击发生在夜间。持刀的恐怖分子首先攻击保安人员，然后瞄准矿工，其中许多人正在宿舍的床上睡觉。然后，他们偷了一辆卡车，撞上了到达现场的警车，然后逃入山区。恐怖分子还偷走了警察的火焰喷射器。中国媒体最初报道死亡16人，但据当地消息来源称，至少有50人死亡，其中5人是警察或保安人员。有关部门不断传播这些攻击的消息，当地媒体报道的速度很慢。一些地方官员甚至否认袭击发生过。

## 后果
袭击事件发生后，中国当局对煤矿袭击的覆盖范围严格控制，拜城县被封锁。中国政府发起了持续56天的搜捕行动。这次行动出动直升机、装甲车，调动武警新疆总队，武警新疆边防总队，当地公安特警，民兵，当地志愿者，甚至从国内其它地区增援的武警雪豹特战队，四川武警女子特战队在内的10,000人。中国军队使用闪光手榴弹和催泪瓦斯试图迫使嫌疑人走出悬崖边的洞穴，当失败时，使用了火焰喷射器，迫使恐怖分子走出洞穴，然后将其击斃。28名恐怖分子被杀，一名倖存者被当局抓获。主要流亡组织世界维吾尔代表大会的发言人Dilxat Raxit声称死者包括妇女、儿童和老人，尽管这些说法无法得到证实。据新疆日报报道，恐怖分子是由一个外国极端组织指挥的。

## 引用
1. 1 2  . www.theguardian.com. The Guardian.   [2019-01-11]. （原始内容存档于2015-10-05）.
2. ↑  . www.reuters.com. Reuters.   [2019-01-10]. （原始内容存档于2018-12-01）.
3. ↑  . SCMP. 2015-08-01  [2019-01-11]. （原始内容存档于2019-01-11）.
4. 1 2 3  甘，花蜜; 陈，安德烈. . SCMP. 2015-11-23  [2019-01-11]. （原始内容存档于2018-12-01）.
5. ↑  雅各布斯，安德鲁. . NY Times. 2015-10-18  [2019-01-11]. （原始内容存档于2015-10-20）.
6. ↑  . www.aljazeera.com. Al Jazeera. 2015-11-19  [2019-01-11]. （原始内容存档于2019-01-10）.